# Черкаска област
Черкаска област (на украински: Черкаська область) е една от 24-те области на Украйна. Площ 20 916 km² (18-о място по големина в Украйна, 3,47% от нейната площ). Население на 1 януари 2019 г. 1 198 912 души (2,81% от населението на Украйна). Административен център град Черкаси. Разстояние от Киев до Черкаси 240 km.

## Историческа справка
В края на 18 век се извършва официално утвърждаване на първите селища за градове в днешните предели на Черкаска област: 1781 г. – Золотоноша (селището е основано около 1647 г.); 1793 г. – Смела (по-късно загубва градските си права, вторично признато за град през 1926 г.); 1795 г. – Черкаси, Уман, Звенигородка и Чихирин (последните два града по-късно загубват градските си права и вторично са обявени за градове през 1938 и 1954 г.); 1796 г. – Канев. Останалите 9 града в областта са признати за такива по време на съветската власт, в периода от 1938 до 1985 г. Черкаска област е образувана на 7 януари 1954 г. от южните райони на Киевска, северните райони на Кировоградска и западните райони на Полтавска област.

## Географска характеристика
Черкаска област е разположена в централна част на Украйна. На север граничи с Киевска област, на изток – с Полтавска област, на юг – с Кировоградска област и на запад – с Виницка област. В тези си граници заема площ от 20 916 km² (18-о място по големина в Украйна, 3,47% от нейната площ). Дължина от запад на изток 225 km, ширина от север на юг 113 km.
Областта е разположена покрай двата бряга на река Днепър. По-голямата дяснобрежна част се намира в пределите на обширното Приднепровското възвишение с максимална височина 270 m (49°13′31″ с. ш. 29°42′15″ и. д. / 49.225278° с. ш. 29.704167° и. д., в крайния северозападен ъгъл на областта, в Монастирищки район, на границата с Виницка област). Покрай десния бряг на Днепър се издигат възвишенията Каневско и Мошногорско с височина 160 – 180 m. По-малката лявобрежна част е заета от Приднепровската низина с височина до 150 m.
Климатът е умерено континентален. Зимата е мека, с чести краткотрайни затопляния. Средна януарска температура -5,9 °C. Лятото е топло със средна юлска температура 19,5 °C. Годишната сума на валежите варира от 450 до 520 mm, като 70% от тях падат през топлия сезон. Продължителността на вегетационния период (минимална денонощна температура 5 °C) е около 210 денонощия.
Територията на областта се поделя между водосборните басейни на реките Днепър (по-голямата източна част) и Южен Буг (по-малката западна част). На североизток през областта преминава участък (150 km) от средното течение на Днепър, като в областта попадат части от Кременчугското водохранилище (горната му част) и Каневското водохранилище (долната му част). По-значителните притоци на Днепър са: леви – Супа и Сула; десни – Рос, Олшанка и Тясмин. Към водосборния басейн на Южен Буг се отнасят реките Горни Тикич, Гнилой Тикич, Синица, Синюха и др.
В почвената покривка в дяснобрежната част на областта преобладават оподзолените и среднохумусни черноземните почви, а по-високите места са заети от сиви и светлосиви оподзолени почви. В лявобрежната част са разпространени ливадно-глинести и мощни ливадни и ливадно-подзолисти почви. Горите заемат около 1/6 от територията на областта и представляват предимно малки дъбрави съставени предимно от бор. Степната растителност се е съхранила единствено по периферията на дъбравите и по склоновете на суходолията. Горите се обитават от лос, елен, сърна, дива свиня, белка, вълк, лисица, заек, норка, по бреговете на реките и водоемите – бобър, видра, дива гъска, бекас и др., а във водите им – различни видове риби.

## Население
На 1 януари 2019 г. населението на Черкаска област област е наброявало 1 198 912 души (2,81% от населението на Украйна). Гъстота 57,32 души/km². Градско население 56,49%. Етническият състав включва: украинци 93,05%, руснаци 5,4%, беларуси 0,28%, арменци 0,13%, молдовани 0,12%, евреи 0,11% и др.

## Административно-териториално деление
В административно-териториално отношение Черкаска област се дели на 6 областни градски окръга, 20 административни района, 16 града, в т.ч. 6 града с областно подчинение и 10 града с районно подчинение, 15 селища от градски тип и 2 градски района в град Черкаси.
| Административна единица | Площ (km²) | Население (2017 г.) | Административен център  | Население (2017 г.) | Разстояние до Черкаси (в km) | Други градове и сгт с районно подчинение |
| ----------------------- | ---------- | ------------------- | ----------------------- | ------------------- | ---------------------------- | ---------------------------------------- |
| Областен градски окръг  |            |                     |                         |                     |                              |                                          |
| 1. Ватутино             | 11         | 16 389              | гр. Ватутино            | 116 389             | 111                          |                                          |
| 2. Золотоноша           | 22         | 27 818              | гр. Золотоноша          | 27 818              | 35                           |                                          |
| 3. Канев                | 17         | 23 997              | гр. Канев               | 23 997              | 78                           |                                          |
| 4. Смела                | 40         | 67 530              | гр. Смела               | 67 530              | 30                           |                                          |
| 5. Уман                 | 45         | 83 950              | гр. Уман                | 82 950              | 194                          |                                          |
| 6. Черкаси              | 69         | 277 082             | гр. Черкаси             | 277 082             | -                            |                                          |
| Административен район   |            |                     |                         |                     |                              |                                          |
| 1. Городищенски         | 887        | 39 586              | гр. Городище            | 13 609              | 68                           | Олшана, Цветково                         |
| 2. Драбовски            | 1160       | 34 151              | сгт Драбов              | 6358                | 72                           | Шрамковка                                |
| 3. Жашковски            | 964        | 36 260              | гр. Жашков              | 13 615              | 251                          |                                          |
| 4. Звенигородски        | 1010       | 43 382              | гр. Звенигородка        | 16 830              | 115                          |                                          |
| 5. Золотоношки          | 1517       | 40 437              | гр. Золотоноша          |                     | 35                           |                                          |
| 6. Каменски             | 725        | 26 565              | гр. Каменка             | 11 501              | 62                           |                                          |
| 7. Каневски             | 1281       | 18 910              | гр. Канев               |                     | 78                           |                                          |
| 8. Катеринополски       | 725        | 23 661              | сгт Катеринопол         | 5513                | 131                          | Ерки                                     |
| 9. Корсун-Шевченковски  | 892        | 42 432              | гр. Корсун-Шевченковски | 17 763              | 87                           | Стебльов                                 |
| 10. Лисянски            | 746        | 23 310              | сгт Лисянка             | 7737                | 143                          |                                          |
| 11. Манковски           | 765        | 27 242              | сгт Манковка            | 7634                | 180                          | Буки                                     |
| 12. Монастирищенски     | 719        | 35 899              | гр. Монастирище         | 8647                | 250                          | Цибулев                                  |
| 13. Смелянски           | 934        | 32 137              | гр. Смела               |                     | 30                           |                                          |
| 14. Талновски           | 917        | 33 577              | гр. Талное              | 13 318              | 142                          |                                          |
| 15. Умански             | 1395       | 42 993              | гр. Уман                |                     | 194                          | Бабанка                                  |
| 16. Христиновски        | 632        | 34 803              | гр. Христиновка         | 10 432              | 213                          | Верхнячка                                |
| 17. Черкаски            | 1618       | 75 169              | гр. Черкаси             |                     | -                            | Ирдин                                    |
| 18. Чернобаевски        | 1554       | 40 594              | сгт Чернобай            | 7162                | 58                           |                                          |
| 19. Чихирински          | 1217       | 26 519              | гр. Чихирин             | 8658                | 63                           |                                          |
| 20. Шполянски           | 1105       | 42 805              | гр. Шпола               | 16 764              | 80                           |                                          |